# دیزاینر
دیزاینر (انگلیسی: Desiigner؛ زادهٔ ۳ مهٔ ۱۹۹۷) خواننده رپ، ترانه‌سرا، خواننده، و خواننده-ترانه‌پرداز اهل ایالات متحده آمریکا است. وی از سال ۲۰۱۴ میلادی تاکنون مشغول فعالیت بوده‌است.